# Zygmunt Kawecki
Zygmunt Kawecki (Varsovia, 6 de noviembre de 1942) es un deportista polaco que compitió en esgrima, especialista en la modalidad de sable. Ganó dos medallas en el Campeonato Mundial de Esgrima en los años 1969 y 1970.

## Palmarés internacional
| Campeonato Mundial | Campeonato Mundial | Campeonato Mundial | Campeonato Mundial |
| Año                | Lugar              | Medalla            | Prueba             |
| ------------------ | ------------------ | ------------------ | ------------------ |
| 1969               | La Habana (Cuba)   | Medalla de plata   | Sable por equipos  |
| 1970               | Ankara (Turquía)   | Medalla de bronce  | Sable por equipos  |